# Surena

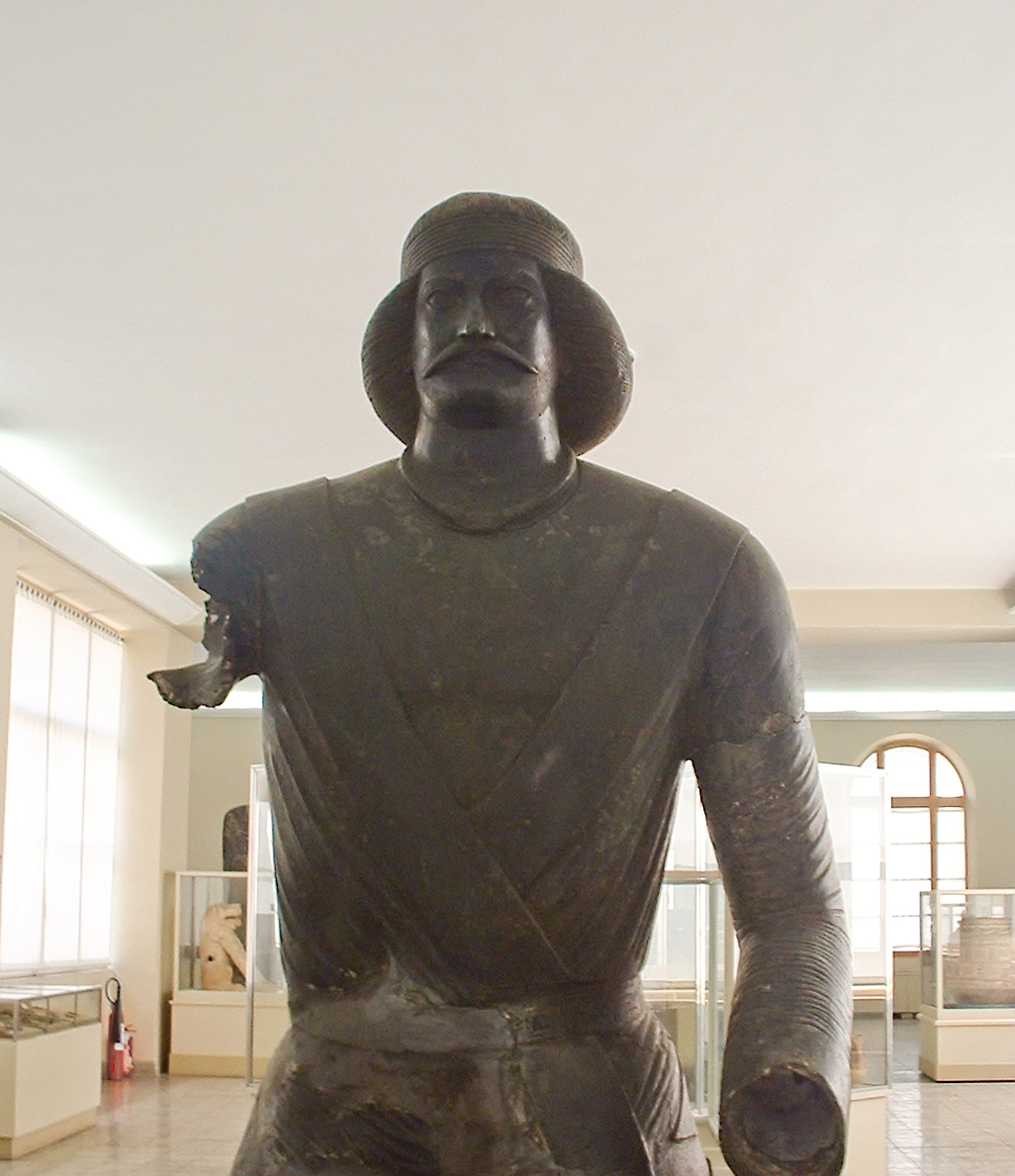
Statua di bronzo di un nobile partico (forse lo stesso Surena) dal santuario di Shami a Elimaide (odierno Khūzestān, Iran, lungo il golfo persico), attualmente ubicata presso il Museo Nazionale dell'Iran.

I Surena erano una delle più potenti famiglie dell'impero partico.

## Storia
Il più illustre rappresentante della casata fu Rostam Surena-Pahlavi (84 a.C. - 52 a.C.), che ricoprì la carica di Spahbod (generalissimo) e sconfisse Marco Licinio Crasso a Carre nel 53 a.C.
Così lo descrisse Plutarco:
(Plutarco, Vita di Crasso 21)
Plutarco descrive l'influenza e il potere di Surena e lo definisce il secondo uomo dopo il re partico.  Fu poi giustiziato da Orode II, presumibilmente per invidia della fama.

## La famiglia
La famiglia "Suren" (dal Partico: Surēn, latinizzato in "Surena") conservò il diritto di incoronare il monarca fino alla fine della dinastia arsacide. Quando i Sasanidi si impadronirono del trono di Persia i Surena passarono dalla loro parte e rimasero a capo dell'esercito. Il loro feudo era il Sistan, ma possedevano terre anche in altre parti dell'impero.
Un ramo cadetto sembrerebbe essere quello dei sovrani indo-parti a partire da Gondofare. Le loro tracce si perdono nel IX secolo.
Negli autori classici greci e romani, il nome della famiglia Surena veniva spesso frainteso come nome individuale o come titolo. Per i Romani, anche nella tarda antichità, il nome Surena era erroneamente considerato un titolo ufficiale (si veda, ad esempio, Ammiano Marcellino 24,2,4). In realtà, diverse famiglie nobili, come i Surena e i Karen, avevano ancora pretese ereditarie su determinate posizioni nell'impero in epoca sasanide, motivo per cui l'errore degli autori occidentali è comprensibile: così tanti comandanti partici e persiani provenivano dalle case dei Surena che si poteva facilmente credere che questi nomi fossero titoli. Non è raro imbattersi ancora in questo errore negli studi moderni.